# Лебешев Павло Тимофійович
Лебешев Павло Тимофійович (рос. Па́вел Тимофе́евич Ле́бешев; 1940—2003) — видатний радянський і російський кінооператор. Заслужений діяч мистецтв РРФСР (1980). Народний артист Росії (1992). Лауреат Державної премії Росії (1997, 1999). Кавалер Орденів «Знак Пошани» (1986), «За заслуги перед Вітчизною» IV ступеня (1996), «За заслуги перед Вітчизною» III ступеня (2000).

## Біографія
Народився 1940 р. в родині кінооператора Тимофія Павловича Лебешева (1905—1981). Закінчив Всесоюзний державний інститут кінематографії (1972, майстерня А. Д. Головні).
З 1957 р. працював на «Мосфільмі». Був оператором-постановником фільмів таких відомих режисерів, як Єжи Гофман, Микита Михалков, Роман Балаян, Лариса Шепітько, Георгій Данелія, Сергій Соловйов, В'ячеслав Криштофович, Андрій Смирнов, Вітаутас Жалакявічус, Ельдар Рязанов, Денис Євстигнєєв, Дмитро Месхієв, Сергій Бодров-старший та ін.
Зняв понад п'ятдесят кінокартин. Майстерність Павла Лебешева було відзначено багатьма міжнародними та вітчизняними нагородами.
Як актор, виконав кілька епізодичних ролей у кіно.
П. Т. Лебешев пішов з життя 23 лютого 2003 року, похований на Кунцевському кладовищі в Москві.

## Фільмографія
- «У тринадцятій годині ночі» (1969)
- «Місто першого кохання» (1970, у співавт.)
- «Білоруський вокзал» (1970)
- «На розі Арбата і вулиці Бубулінас» (1972)
- «Свій серед чужих, чужий серед своїх» (1974)
- «Раба любові» (1975)
- «Сходження» (1976)
- «Незакінчена п'єса для механічного піаніно» (1977)
- «П'ять вечорів» (1978)
- «Кентаври» (1978, СРСР—Угорщина—Чехословаччина)
- «Кілька днів з життя І. І. Обломова» (1979)
- «Рятівник» (1980)
- «Лютневий вітер» (1981)
- «Рідня» (1981)
- «Спадкоємиця по прямій» (1982)
- «Обрані» (1982, СРСР—Колумбія)
- «Серафим Полубєс й інші мешканці Землі» (1983)
- «Час відпочинку з суботи до понеділка» (1984, у співавт.)
- «Той, що йде слідом» (1984)
- «Кін-дза-дза!» (1986)
- «Початок невідомого століття» (1987)
- «Асса» (1987)
- «Заборонена зона» (1988)
- «Леді Макбет Мценського повіту» (1989)
- «Важко бути Богом» (1989)
- «Ребро Адама» (1990)
- «Мордочка» (1990)
- «Ніч» (1990)
- «Сукині діти» (1991)
- «Над темною водою» (1992)
- «Гріх. Історія пристрасті» (1993)
- «Настя» (1993)
- «Тюремний романс» (1993)
- «Перше кохання» (1995)
- «Кавказький полонений» (1996)
- «Привіт, дурні!» (1996)
- «Сибірський цирульник» (1998)
- «Мама» (1999)
- «Ніжний вік» (2000)
- «Втеча з Гулагу» (2001, Німеччина—Росія)
- «Азазель» (2002)
- «Давня легенда. Коли сонце було богом»/Stara baśń. Kiedy słońce było bogiem (2003, Польща; у співавт.) тощо.

### Пам'ять
- 2005: Документальний фільм "Павло Тимофійович Лебешев. Незакінчена п'єса… ", режисер: Дмитро Губарєв

## Фестивалі та премії[1]
- 1979 — Всесоюзний кінофестиваль: Приз за образотворче рішення («Кентаври» 1978)
- 1980 — МКФ в Оксфорді: Приз «Срібний щит Оксфорда» за найкращу операторську роботу («Кілька днів з життя І. І. Обломова» (1979)
- 1995 — Кінопремія «Ніка»: За найкращу операторську роботу («Перше кохання» 1995)[2]
- 1997 — Державна премія Росії в галузі літератури і мистецтва («Кавказький полонений» 1996)
- 1999 — Державна премія Росії в галузі літератури і мистецтва («Сибірський цирульник» 1998)
- 2002 — Премія «ТЕФІ»: За найкращу операторську роботу («Азазель» 2002)[3]